# Quando eu penso na Bahia
 Quando eu penso na Bahia é uma canção de Ary Barroso e Luiz Peixoto, gravado em 17 de setembro de 1937 por Carmen Miranda com a participação de Sílvio Caldas. Foi lançado juntamente com outra composição de Barroso, a marchinha "Eu Dei...", pela Odeon Records.
Foi a 7ª canção interpretada por Carmen Miranda mais tocada de julho de 2010 a março de 2015, segundo levantamento inédito feito pelo ECAD.

## Na cultura popular
Carmen Miranda apresentou essa canção no filme Greenwich Village, de 1944, da 20th Century Fox.

## Regravações
Elizeth Cardoso e Cyro Monteiro regravaram esta canção em 1969. Caetano Veloso também a registrou no álbum A Bossa de Caetano e a apresentou no documentário Caetano na Bahia (1994). Além disso, a música foi relançada no álbum Ary Barroso Songbook, Volume 2, com interpretações de Aurora Miranda e Sílvio Caldas.
A canção também está presente no álbum de estúdio Âmbar da cantora Maria Bethânia, lançado em 1996.